# The Nitwits
The Nitwits is een Amerikaanse filmkomedie uit 1935 onder regie van George Stevens. Destijds werd de film in Nederland uitgebracht onder de titel Het geheim van de Schorpioen.

## Verhaal
Johnny en Newt zijn twee leeghoofden, die aan de sigarettenbalie werken van de platenmaatschappij van Winfield Lake. Als hun chef dood wordt teruggevonden in zijn kantoor, valt de verdenking meteen op zijn secretaresse Mary. Johnny is de vriend van Mary en hij geeft zich daarom aan als de moordenaar. Newt doet zijn best om de onschuld van zijn collega te bewijzen.

## Rolverdeling
| Acteur            | Personage            |
| ----------------- | -------------------- |
| Bert Wheeler      | Johnny               |
| Robert Woolsey    | Newton               |
| Fred Keating      | William Darrell      |
| Betty Grable      | Mary Roberts         |
| Evelyn Brent      | Alice Lake           |
| Erik Rhodes       | George Clark         |
| Hale Hamilton     | Winfield Lake        |
| Charles C. Wilson | Politiechef Jennings |
| Arthur Aylesworth | Lurch                |
| Willie Best       | Sleepy               |
| Lew Kelly         | J. Gabriel Hazel     |